# Mehlem

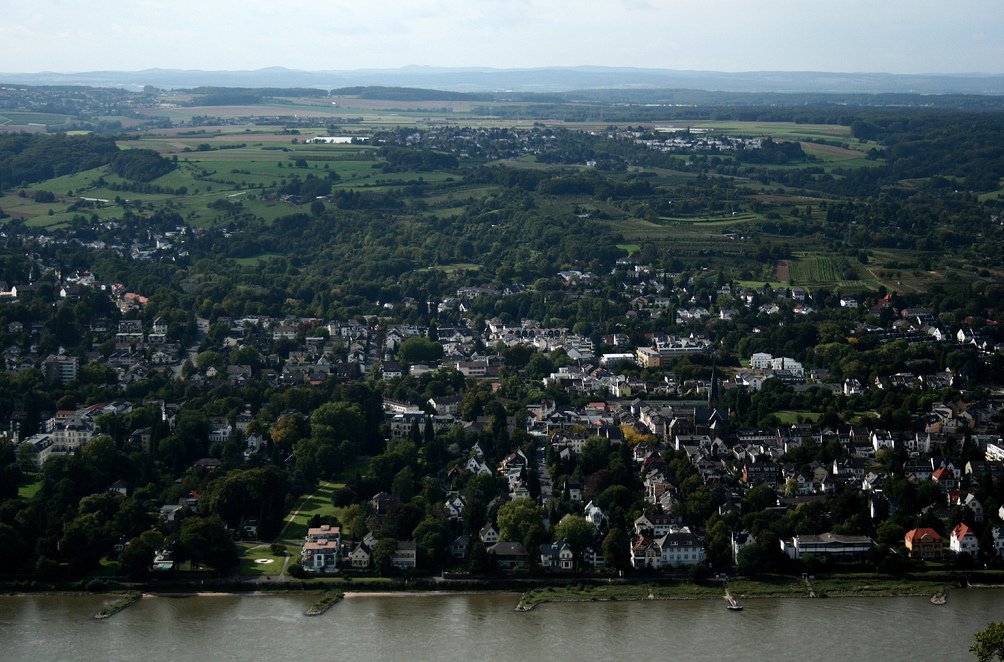
Luftaufnahme von Mehlem

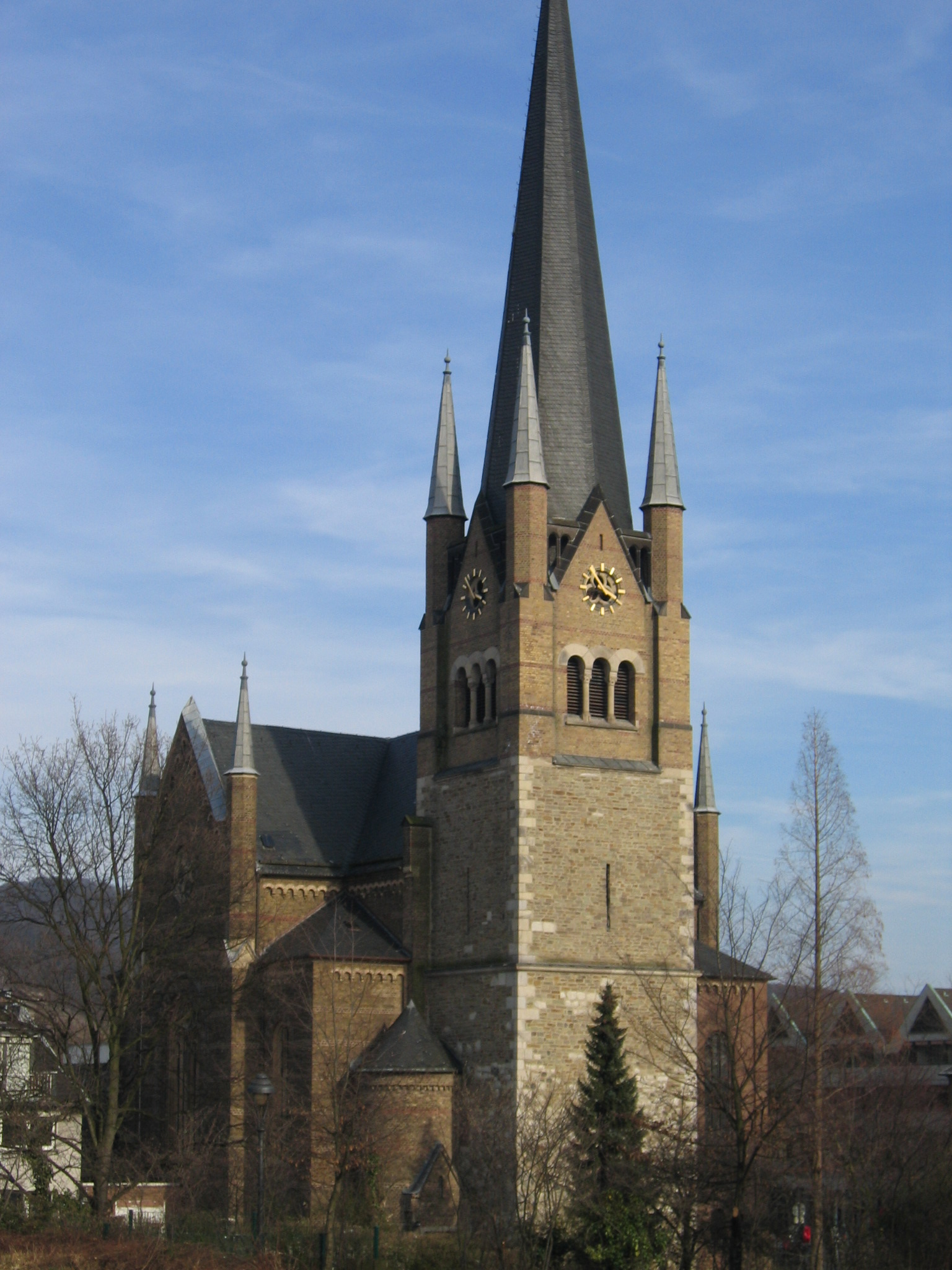
Kirche St. Severin in Mehlem

Mehlem ist ein Ortsteil der Bundesstadt Bonn im Stadtbezirk Bad Godesberg mit rund 9000 Einwohnern.

## Geographie
Mehlem liegt am südlichen Rand von Bonn in dem sich mit dem Hang des Rodderbergs bereits deutlich verengenden Rheintal, dem südlichen Ende des sich als Eingang zur Niederrheinischen Bucht darstellenden Godesberger Rheintaltrichters. Bundesstraße 9 und linksrheinische Eisenbahnstrecke zerschneiden Mehlem in Ober- und Unterdorf. Der Mehlemer Bach durchfließt die Ortschaft teilweise verrohrt und mündet bei ihr in den Rhein. Nach Rolandswerth, Ortsteil der Stadt Remagen in Rheinland-Pfalz, besteht im Süden ein fließender Übergang. Ein kleiner Teil der Insel Nonnenwerth liegt dort auf Bonner Stadtgebiet.

## Geschichte

### Frankenzeit/Mittelalter
Archäologische Funde und die für die Fränkische Landnahme typische Namensendung auf „-heim“ zeigen, dass der Ort im 4. bis 5. Jahrhundert nach Christus entstanden sein mag. Urkundlich wird Mehlem erstmals im April 804 als Mielenheim genannt, wo dem Bonner Cassiusstift ein Weingut geschenkt wird. Der Ort war im Mittelalter dadurch von Bedeutung, dass hier eine Straße aus der Ahrgegend auf die wichtige Rheintalstraße trifft. Schon für 1428 ist in Mehlem eine Fähre urkundlich belegt, die die Verbindung zur gegenüberliegenden Burg auf dem Drachenfels in Königswinter herstellt.
Trotz der Lage direkt am Rhein war Mehlem kein Fischerdorf, sondern ein Bauern- und weit vor allem Weinort. Wein und Nussbaumholz waren auch die Deputate an den kurfürstlichen Hof zu Köln. Mehlem galt als wohlhabender „Flecken“, u. a. weil hier die Rheintalstraße mit der Straße zusammenstieß, die vom Drachenfelser Ländchen her auf den Verladeplatz am Rhein zielte. Aus dem Wohlstand der Einwohner erklärt es sich, dass die beiden etwas getrennten Ortsteile je eine Kirche unterhielten. Mehlem unterstand schon früh dem geistlichen Fürstentum Köln. Die Gerichtsbarkeit wurde im Namen des Kurfürsten von einem Vogt ausgeübt, später Amtmann genannt. Seine Aufgabe war neben dem Blutbann der Schutz der Bevölkerung, wofür diese eine Abgabe zu zahlen hatte. Um diese einzuziehen, wurde ein Schultheiß bestellt. Vertreter der bäuerlichen Bevölkerung waren die Schöffen, die alljährlich die Satzungen und Verpflichtungen erneut anzuerkennen hatten. Auch hatten sie das Recht der Zinsfestsetzung je nach dem Ausfall der Weinernte und verschiedene andere Rechte im Sinne einer Art Selbstverwaltung. Godesberg und Mehlem hatten zwar Schultheiße und Schöffen getrennt für sich, aber sie bildeten zusammen das Amt Godesberg-Mehlem. Dem kurfürstlichen Amtmann, dem dieses unterstand, lieferte Mehlem bedeutend größere Einkünfte als das damals kleine Godesberg.

### Frühe Neuzeit
Im 16. und 17. Jahrhundert kam es wiederholt zu schweren Verwüstungen der Ortschaft. Während des Truchsessischen Krieges fanden im März 1583 auch in Mehlem Gefechte statt, bei denen ein Teil Dorfes in Flammen aufging. Der Dreißigjährige Krieg, Überschwemmungen und Verwüstungen führten noch stärker zur Verelendung der Bevölkerung. Am 13. und 16. Januar 1633 wurden beide Dorfteile durch schwedische Truppen unter General Baudissin geplündert und vollständig niedergebrannt. Auch die alte Kirche des Oberdorfes wurde zerstört und durch die heute noch vorhandene malerische Kapelle der Schmerzhaften Mutter ersetzt, die eine wertvolle alte Holzskulptur enthält, welche die Heilige Anna selbdritt darstellt. In Mehlem kam es in diesen Unruhezeiten auch wiederholt zu Hexenprozessen. Man machte für Unwetter und Misswuchs Hexen oder Hexenmeister verantwortlich und vollstreckte die Urteile auf dem Mehlemer Richtplatz, auf dem Rodderberg, später als der Amtmann eingegriffen hatte, im Galgenfeld in Lannesdorf. In dieser Zeit existierte noch der landtagfähige Sitz Nesselburg.

### Jüngere Neuzeit
Das Jahr 1816 hatte eine schlimme Missernte und Teuerung gebracht, und eine Hungersnot trat auf. Der Weinbau wurde zwar durch den preußischen Zolltarif gefördert, doch dauerte es Jahre, bis sich die Bevölkerung von diesem Schrecken erholt hatte. Aufgrund der im ersten Drittel des Jahrhunderts auftretenden Notzeiten schritt das Wachstum von Mehlem nur sehr langsam voran. Erst die Industrialisierung um die Jahrhundertwende brachte wieder einen gewissen Wohlstand unter die Bevölkerung. Aber das alte Weindorf Mehlem verschwand. Anfang des 20. Jahrhunderts hatte die Reblaus-Seuche die Weinberge befallen. Hiervon haben sich die ansässigen Winzer nicht mehr erholt. Die Weinberge verödeten, an ihre Stelle traten nun Wiesen und Obstkulturen.
Bis zum Ende des 18. Jahrhunderts gehörte Mehlem landesherrlich zum Kurfürstentum Köln und unterstand der Verwaltung des Amtes Godesberg-Mehlem. Nach der Inbesitznahme des Linken Rheinufers durch französische Revolutionstruppen (1794) und der Einführung der französischen Verwaltungsstrukturen (bis 1798) gehörte Mehlem zur Mairie Godesberg innerhalb des Kantons Bonn externe. In preußischer Zeit (ab 1815) blieb die Gemeinde Mehlem Teil der Bürgermeisterei Godesberg, die dem Kreis Bonn zugeordnet wurde. Im Jahre 1935 wurde die Gemeinde Mehlem in die Stadt Bad Godesberg eingegliedert, mit dieser am 1. August 1969 Teil der Stadt Bonn. Die Gemarkung Mehlem in den Grenzen der ehemaligen Gemeinde besteht bis heute.
Nach der Bestimmung Bonns zum Regierungssitz der Bundesrepublik Deutschland (1949) ließen sich in Mehlem zahlreiche diplomatische Vertretungen und Botschaften nieder (→ Liste der diplomatischen Vertretungen in Bonn). Zu den bedeutendsten Standorten mit eigens errichteten Neubauten gehörten in der Nähe des Rheinufers die Botschaft der Türkei (2012 abgebrochen), die Residenz der Botschaft von Südafrika (heute Leerstand im Eigentum des Landes) und die Kanzlei der Botschaft von Jugoslawien (2020 abgebrochen) sowie an den Hängen des Rodderbergs die Residenz der Botschaft von Nigeria (heute Leerstand im Eigentum des Landes). Jeweils bereits vorhandene Villen dienten als Residenz der Botschaften von Südkorea (Villa Camphausen) und Saudi-Arabien (Haus Steineck).

### Flutkatastrophen ab 2010
Am 3. Juli 2010 kam es nach heftigen Regenfällen zu einer Überschwemmung durch den Mehlemer Bach. Dabei wurden Neubauten in der Domhofstraße zerstört, Keller und Erdgeschosse der Mainzer Straße vollgespült und der Kanal, der den Mehlemer Bach in den Rhein führt, unterspült. Durch diese Unterspülung wurde die Rheinpromenade teilweise zerstört und musste renoviert werden. Umliegende Häuser der Rüdigerstraße mussten evakuiert werden. Der entstandene Schaden belief sich auf mehrere Millionen Euro. Die Stadt Bonn gab eine Soforthilfe für den Wiederaufbau der Promenade.
In den folgenden Jahren wiederholten sich Hochwässer nach lokalen Starkregenereignissen, vor allem am 4. Juni 2016, als sowohl der Mehlemer als auch der Godesberger Bach und benachbarte Gewässer, die nicht direkt zum Rhein ablaufen, nach heftigem Regen allein an den Oberläufen über die Ufer traten und mehrere Brücken fortgerissen wurden. Seitdem hat die Stadt Bonn einen Hochwasserkanal angelegt, der überschüssiges Hochwasser unter dem ganzen Stadtteil hindurch zum Rhein abführt.

## Kultur
Bekannt ist Mehlem vor allem wegen seiner Rheinpromenade mit dem Blick auf den direkt gegenüber liegenden Drachenfels. Dieser Blick war eines der bevorzugten Motive des Bonner Malers André Osterritter, der zwischen 1948 und 1957 in Mehlem wohnte und auf dem Mehlemer Friedhof begraben liegt.

### Theater, Musik, Film
Von 1950 bis 1970 gab es in Mehlem mit den Mehlemer Lichtspielen ein Kino. Das auch MELI genannte Filmtheater befand sich in der Villa Friede an der Mainzer Straße 141/143 und verfügte zunächst über 251, später 269 Plätze. Eröffnet wurden die Mehlemer Lichtspiele mit dem Film Nachtwache am 2. November 1950. Betrieben wurde das Kino von Edmund Epkens. Das MELI-Theater schloss 1970.

## Mehlemer Sage
Die Sage von Heinrich und Kunigunde erzählt von dem Feldherren Heinrich und seiner hübschen Geliebten Kunigunde.
Eines Tages wurde Heinrich an die Front gerufen. Noch bevor er Mehlem verließ, bat er Kunigundes Vater ohne deren Wissen um ihre Hand zur Ehe. Dieser jedoch versagte Heinrich den Wunsch.
Es vergingen einige Monate und Kunigunde verlor den Glauben daran, dass Heinrich lebend aus dem Feldzug zurückkehren würde. Eines Tages hielt sie es vor Herzschmerz nicht mehr aus und verließ Mehlem, ohne jemandem Bescheid zu geben, um im nahegelegenen Niederbachem bei ihrem Onkel und ihrer Tante zu leben.
Nur kurze Zeit später kehrte Heinrich nach Mehlem zurück. Die Mehlemer glaubten, er habe Kunigunde verschleppt. Sie verurteilten ihn und er wurde noch am selben Abend auf dem Mehlemer Richtplatz gehängt.
Kurz darauf kehrte Kunigunde zurück und erfuhr vom Tod Heinrichs, woraufhin sie ins Mehlemer Kloster ging, da sie nie wieder jemanden so sehr lieben konnte wie Heinrich.
An dieses Geschehen erinnert ein Gedenkstein auf dem Rodderberg bei den „Drei Bäumchen“.

## Sehenswürdigkeiten

### Sakralbauten

#### St. Hildegard
Die am 1. Dezember 1963 fertiggestellte St.-Hildegard-Kirche ist ein Werk des Kirchenarchitekten Emil Steffann. Seit 2005 ist sie Klosterkirche des gleichnamigen Ordens (bewohnt von indischen Franziskanerinnen). Erst im Jahre 2009, nach vorangegangenen umfangreichen Renovierungsarbeiten, fand die Konsekration St. Hildegards statt.
Das als Zentralbau angelegte Bauwerk, 32 Meter im Durchmesser, setzt sich aus dem oktogonalen Kirchenraum und dem ihn umschließenden kreisförmigen Umgang zusammen. Durch die weitaus geringere Höhe des Umgangs kommt es zu einer basilikalen Abstufung der Raumhöhen mit dem Tageslichteinfall durch die Quasi-Obergaden-Fenster. Der Altar birgt eine Reliquie der Namenspatronin.

## Persönlichkeiten
- Ferdinand Hartmann (1654–1731), Abt im Kloster Heisterbach